# Laura Castel i Fort
Laura Castel i Fort (Lleida, 8 de maig de 1970) és una funcionària i política catalana, senadora per Tarragona en la XII legislatura.
És llicenciada en Ciències Polítiques i Sociologia per la UNED i treballa com a funcionària del cos tècnic superior de la Generalitat de Catalunya als Serveis Territorials d'Ensenyament a Tarragona. En 2002 es va establir a Tarragona, on és membre de l'Assemblea Nacional Catalana (ANC), el Cercle Català de Negocis, Sobirania i Justícia, del Consell Català del Moviment Europeu i del Moviment Demòcrata Català. En 2014 formà part de la Comissió de Seguiment del Camp de Tarragona de la consulta sobre el futur polític de Catalunya a proposta del Col·legi de Politòlegs de Catalunya. A les eleccions generals espanyoles de 2016 fou escollida senadora per la circumscripció de Tarragona per la candidatura d'Esquerra Republicana de Catalunya.